# John Benjamin Toshack
John Benjamin Toshack (Cardiff, Gales, Reino Unido, 22 de marzo de 1949) es un exfutbolista y entrenador de fútbol de origen galés.

## Trayectoria como jugador
John Toshack empezó su carrera en 1966 en el Cardiff City F.C., y tras cuatro años en el equipo firmó por el Liverpool F.C. en noviembre de 1970. Durante su estancia en el Liverpool marcó 96 goles, ganando la Premier League en los años 1973, 1976 y 1977, la Copa de Inglaterra en el año 1974, la Copa de Europa en 1977 y 1978 y la Copa de la UEFA en los años 1973 y 1976. Internacional por Gales en varias categorías, con 40 partidos como internacional absoluto, marcó 12 goles. Sin embargo su carrera estuvo plagada de lesiones y fue traspasado como entrenador-jugador al Swansea City A.F.C. en 1978.

### Historial
- 1966-1970 Cardiff City
- 1970-1978 Liverpool FC
- 1978-1983 Swansea City

### Palmarés
- 3 Premier League 1972/73, 1975/76, 1976/77
- 1 Copa de Inglaterra
- 1 Charity Shield 1976
- 2 Copas de Europa 1977, 1978
- 2 Copas de la UEFA 1972/73, 1975/76
- 4 Copas de Gales 1967, 1968, 1969, 1970

## Jugador-entrenador del Swansea City
Toshack desde muy joven había tenido interés en desarrollar una carrera como técnico, de hecho, con solo 18 años había logrado ya su título de entrenador. A mitad de la temporada 1977/78 se le presentó su gran oportunidad. El Swansea City, equipo galés que jugaba en la Fourth Division, cuarta y última categoría de la Liga Inglesa, había visto como su técnico Harry Griffiths renunciaba como técnico a pesar de estar el club colocado en una buena posición clasificatoria.
Por aquel entonces la carrera como futbolista de Toshack tenía ya un futuro incierto debido a las lesiones que había sufrido y con solo 28 años aceptó ser traspasado al Swansea AFC convirtiéndose en jugador-entrenador. Toshack se convirtió así en el entrenador más joven de la historia de la Football League.
Fue un éxito inmediato. Toshack logró esa misma temporada que el Swansea City ascendiera de la Cuarta a la Tercera División, aunque el éxito de esa primera temporada se debió en gran medida a la labor realizada con anterioridad por Griffiths. En la temporada 1978/79 el Swansea City logró un nuevo ascenso, volviendo a la Segunda División Inglesa tras 14 años de ausencia. El propio Toshack, saliendo del banquillo, anotó el histórico gol que supuso el ascenso galés frente al Chesterfield FC.
Tras pasar una temporada de consolidación en Segunda División, la 1979/80; el Swansea City logró en la temporada 1980/81 el histórico ascenso a la Primera División Inglesa, hecho que obtenía el club galés por primera vez en su historia. La escalada del Swansea City que pasó en solo 4 temporadas de la última categoría al primer nivel del fútbol inglés fue también un récord histórico, que solo pudo igualar el AFC Wimbledon unos años más tarde.
Una vez en Primera División, la temporada 1981/82 fue también un rotundo y espectacular éxito. Tras ganar en su estreno liguero por 5-1 al Leeds United, los swans ganaron esa temporada a históricos como el Liverpool FC, Manchester United, Arsenal FC o Tottenham Hotspur. Los galeses llegaron a liderar la Liga en varios momentos de esa temporada y acabaron en un meritorio sexto puesto.
Pero tan rápido como fue el ascenso fue asimismo la caída. El Swansea vivió dos descensos consecutivos, en las temporadas 1982/83 y 1983/84 que condujeron a los galeses de nuevo a Tercera División. En octubre de 1983 Toshack abandonó el club, pero retornó en diciembre para intentar salvarlo, objetivo que no logró. Al finalizar la temporada 1983/84 no solo abandonó el Swansea City sino que colgó oficialmente las botas como jugador.
Por el camino el Swansea City se hizo con tres títulos de la Copa de Gales, los que obtuvo las temporadas 1980-81, 1981-82 y 1982-83, que coincidieron con las dos temporadas que estuvo el club en la Primera División y la del ascenso a esta categoría; y participó en tres ediciones de la Recopa de Europa.
Como jugador Toshack disputó solo 63 partidos de Liga durante las 7 temporadas en las que ejerció como jugador-entrenador del Swansea AFC, marcando 25 goles.

## Trayectoria como entrenador
En 1984 pasó al Sporting de Lisboa, aunque sus mayores éxitos llegaron en España, donde entrenó a la Real Sociedad, Real Madrid y Deportivo de La Coruña. También entrenó al Besiktas turco. En 1994 debutó como seleccionador galés, aunque sólo duró 41 días en el cargo. A pesar de ello, volvió a este puesto en noviembre de 2004.

### Sporting de Lisboa
El gran trabajo realizado en el Swansea City le dio cierto nombre en el fútbol europeo y así fue como Toshack comenzó su tarea en el fútbol continental, que se prolongaría durante cerca de dos décadas.
Su primera parada fue el Sporting Clube de Portugal. Tras alcanzar el doblete en la temporada 1981-82 los lisboetas llevaban 2 temporadas sin ganar ningún título y quedando terceros en la Liga portuguesa por detrás de sus dos grandes rivales, el FC Porto y el Benfica. Toshack fue fichado para revertir esa situación. Sin embargo, no pudo devolver a los leones a lo más alto, ya que no obtuvo ningún título durante la temporada 1984-85. El rendimiento en la Liga mejoró, ya que el Sporting fue subcampeón, por detrás del FC Porto, pero eso no fue suficiente para las aspiraciones del equipo portugués y Toshack fue cesado al acabar la temporada. Con perspectiva, el papel de Toshack en Lisboa no fue malo, ya que el Sporting tardó 10 años más en volver a obtener un subcampeonato y ganar la Copa; y otros 15 en ganar otro título de Liga.

### Real Sociedad
En 1985 Toshack fichó por la Real Sociedad de Fútbol. De forma similar al Sporting, la Real Sociedad venía de ganar dos títulos de Liga hacía escasos años correspondientes a las temporadas 1980-81 y 1981-82 y trataba de reverdecer laureles; aunque a diferencia del equipo portugués, Toshack estuvo 4 temporadas en San Sebastián.
En su primera temporada, el equipo donostiarra empezó de forma titubeante, pero cuajó una segunda vuelta con gran juego y logrando numerosas goleadas. En su segunda temporada, ganó la Copa del Rey. En la tercera fue subcampeón de Liga y de Copa. La cuarta temporada fue la menos brillante, finalizando 11.º, y fichó por el Real Madrid poco antes de acabar el curso.

### Real Madrid
Toshack llegó al Real Madrid en 1989. Su primera temporada fue positiva, ya que ganó la Supercopa de España y la Liga. Sin embargo, fue destituido cuando sólo se habían disputado 11 partidos de la temporada siguiente.

### Regreso a la Real Sociedad y paso por el Deportivo
Poco después de su marcha del club madridista, regresaría a la Real Sociedad en 1990. El conjunto donostiarra terminó la temporada 1990-91 como quinto clasificado, aunque en los cursos siguientes no pasó de la zona templada de la clasificación. Tras su destitución a finales de 1994, pasó al Deportivo de La Coruña en 1996, al que dejó en 9.º puesto en la Liga, desvinculándose del club gallego al año siguiente.

### Regreso al Real Madrid
De nuevo entrenó al Real Madrid en 1999, a caballo entre dos temporadas, siendo relevado por Vicente del Bosque por su distanciamiento con la plantilla.

### Saint-Étienne y Real Sociedad
También dirigió al Saint-Étienne francés durante parte de la temporada 2000-01, dimitiendo a los pocos meses para iniciar su tercera etapa en la Real Sociedad. Logró la permanencia con el conjunto vasco y continuó al frente del mismo hasta marzo de 2002.

### Catania y Murcia
Posteriormente tuvo dos breves experiencias al frente del Calcio Catania y del Real Murcia, al que no pudo salvar del descenso.

### Seleccionador de Gales
En 2004, Toshack se hizo por segunda vez en su carrera con la dirección de la Selección de fútbol de Gales. Al contrario de su anterior experiencia, esta vez sí que tuvo continuidad en su trabajo. Tras haberse quedado Gales a puertas de clasificarse para la Eurocopa 2004, un mal inicio en la fase de clasificación del Mundial 2006 por parte de Gales con 2 derrotas y 2 empates en sus primeros partidos, forzó la dimisión del seleccionador Mark Hughes. El 12 de noviembre de 2004, Toshack era designado sustituto de Hughes. El objetivo de Toshack al frente de la modesta selección de su país era clasificarla para una gran competición internacional, algo que no conseguía Gales desde el Mundial de fútbol de 1958, aunque de forma realista este objetivo no se planteaba ya para el Mundial 2006, sino para la Eurocopa 2008 o el Mundial 2010. Gales completó una mala fase de clasificación siendo derrotada en otros 4 encuentros más y ganando sólo sus dos últimos partidos frente a las modestas Irlanda del Norte y Azerbaiyán.
Toshack continuó dirigiendo a Gales durante la Clasificación para la Eurocopa 2008 y la Clasificación para el Mundial 2010. Sin embargo, en ambas fases clasificatorias Gales tuvo un rendimiento decepcionante a pesar de que algunos resultados y la renovación de la plantilla pudieran invitar al optimismo. En ninguna de ellas tuvo opciones reales de luchar por la clasificación. Toshack siguió al frente del equipo en la Clasificación para la Eurocopa 2012, pero Gales sufrió una derrota por 1:0 frente a Montenegro, la teórica cenicienta del grupo en el primer partido de la fase, lo que provocó la marcha de Toshack el 9 de septiembre de 2010, por acuerdo mutuo con la Federación. Fue sustituido por Brian Flynn, entrenador de la sub-21, en el cargo.

### Seleccionador de Macedonia
Tras un año sabático, en agosto de 2011, Toshack firmó como seleccionador de la Selección de fútbol de Macedonia. junto con su hijo Cameron Toshack La selección balcánica ya estaba casi apeada de la fase de Clasificación para la Eurocopa 2012 y Toshack no pudo obrar el milagro con sus nuevos pupilos. Los macedonios perdieron sus ya remotas posibilidades tras perder con Rusia; y la Macedonia de Toshack solo pudo ganar en lo que restaba de clasificatoria contra Andorra por un exiguo 1:0. Sin embargo, un año después de su nombramiento, Toshack dejó el cargo al negarse a cumplir el requerimiento de que residiese en Macedonia, que le exigía la federación de este país. Ello impidió que se enfrentase a su país en la Clasificación para el Mundial 2014.

### Khazar Lankaran
El 8 de marzo de 2013 se anunció que Toshack asumiría el cargo de entrenador del FK Khazar Lankaran de la Liga Premier de Azerbaiyán el 15 de marzo. En el momento de su nombramiento, Khazar Lankaran era octavo en la liga y competía en el grupo de descenso para los últimos 10 partidos de la temporada. El primer partido de Toshack a cargo de Khazar Lankaran fue un empate en casa contra AZAL. La primera victoria de Toshack llegó en su segundo juego, una victoria por 1:2 fuera de casa contra Kəpəz. Khazar Lankaran terminó la temporada en octava posición, obteniendo con Toshack 3 victorias, 3 empates y 3 derrotas. Toshack también guio a Khazar Lankaran a la final de la Copa Azerbaiyán 2012-13 con una victoria global de 2:1. sobre FC Baku en las semifinales, resultando en una final contra los campeones de Liga, Neftchi Baku que Khazar perdió 5-3 en los penaltis. Como resultado de que Neftchi Baku ganara la Premier League y la Copa, Khazar se clasificó para la UEFA Europa League. Toshack ganó su primer trofeo con Khazar Lankaran el 23 de octubre de 2013, derrotando a Neftchi Baku en la Supercopa de Azerbaiyán 2013.
El 22 de noviembre de 2013, Toshack dimitió como mánager de Khazar Lankaran, tras 14 puntos en los primeros 14 partidos de la temporada, dejando a Khazar en el octavo lugar de la liga. En total, Toshack ganó 8 de sus 27 partidos a cargo.

### Wydad Casablanca
El 20 de junio de 2014, Toshack fue nombrado entrenador del equipo marroquí Wydad Casablanca. Condujo al club a un título de liga en su primera temporada en el cargo y a un subcampeonato al año siguiente, pero el 16 de septiembre de 2016, después de sufrir una fuerte derrota ante el Zamalek en el encuentro de ida de las semifinales de la Liga de Campeones de la CAF 2016, Toshack renunció a su cargo.
En abril de 2018 fue uno de los 77 candidatos para el puesto vacante en el equipo nacional de Camerún.
En 2018 asumió el cargo de mánager del club Tractor Sazi FC de Irán. Abandonó esa función el 17 de septiembre de 2018. Desde entonces se encuentra sin club en un semiretiro.

### Clubes
| Club                   | País       | Año       |
| ---------------------- | ---------- | --------- |
| Swansea City           | Gales      | 1978-1984 |
| Sporting de Lisboa     | Portugal   | 1984-1985 |
| Real Sociedad          | España     | 1985-1989 |
| Real Madrid            | España     | 1989-1990 |
| Real Sociedad          | España     | 1991-1994 |
| Selección de Gales     | Gales      | 1994      |
| Deportivo de La Coruña | España     | 1995-1997 |
| Besiktas               | Turquía    | 1997-1999 |
| Real Madrid            | España     | 1999      |
| Saint-Étienne          | Francia    | 2000-2001 |
| Real Sociedad          | España     | 2001-2002 |
| Calcio Catania         | Italia     | 2002-2003 |
| Real Murcia            | España     | 2004      |
| Selección de Gales     | Gales      | 2004-2010 |
| Selección de Macedonia | Macedonia  | 2011-2012 |
| Khazar Lankaran        | Azerbaiyán | 2013      |
| Wydad Casablanca       | Marruecos  | 2014-2017 |
| Tractor Sazi FC        | Irán       | 2018      |

### Palmarés como entrenador
- 1 Liga de España 1989/90 con el Real Madrid
- 1 Copa del Rey 1987 - con la Real Sociedad
- 1 Supercopa de España 1995 con el Deportivo de La Coruña
- 1 Copa de Turquía 1998 con el Besiktas
- 1 Liga de Fútbol de Marruecos 2014-15, con el Wydad Casablanca.
- 3 Copa de Gales 1981, 1982, 1983
- 1 Supercopa de Azerbaiyán 2013, con el FK Khazar Lankaran.

## Vida personal
Actualmente vive en Girona.
En febrero de 2022 tuvo que ser hospitalizado en Barcelona por la complicación de una neumonía por COVID-19.